# Église de Säynätsalo
L'église de Säynätsalo (en finnois : Säynätsalon kirkko) est une église luthérienne située dans le quartier de Säynätsalo à  Jyväskylä en Finlande.

## Histoire

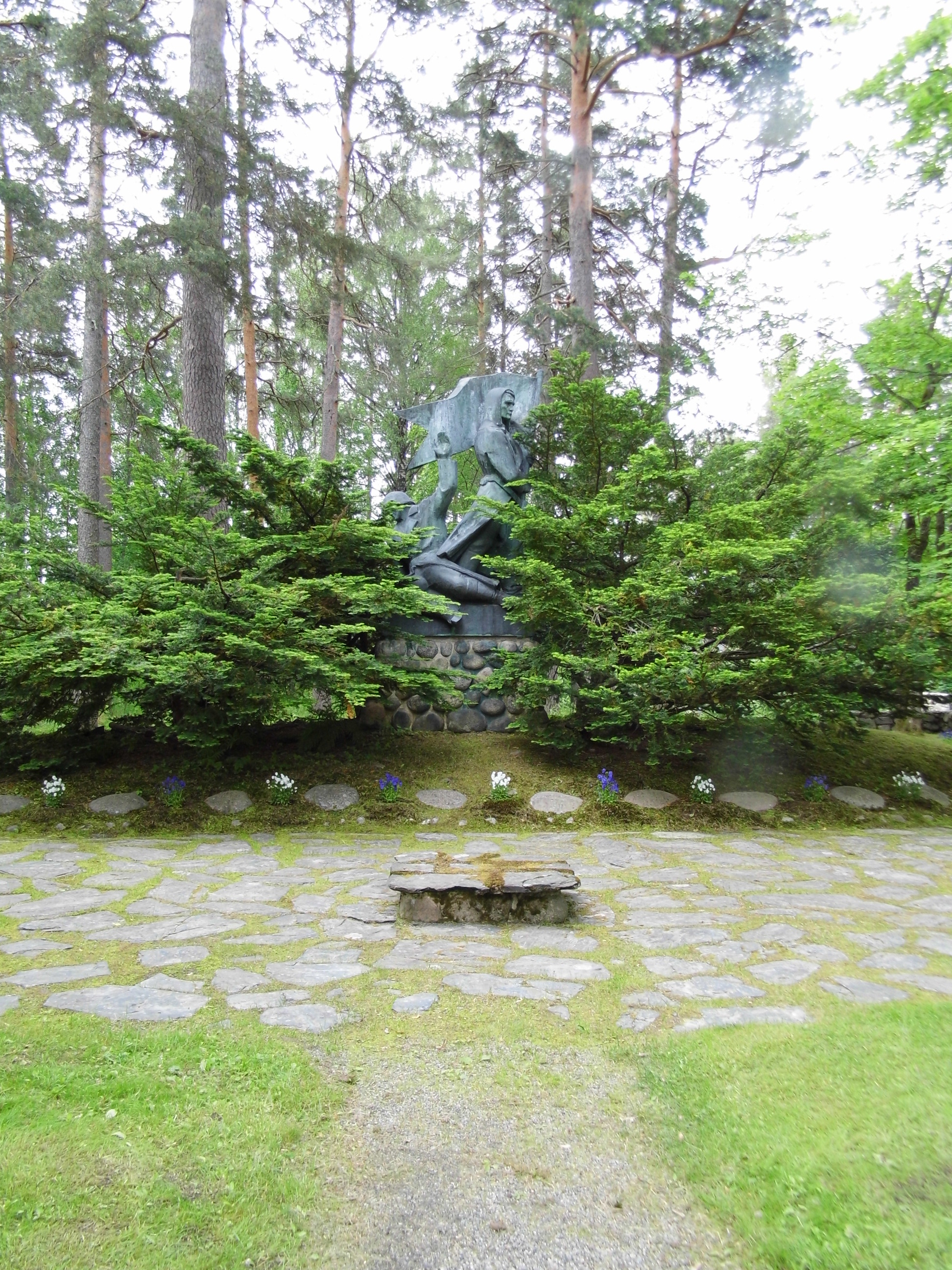
Statue aux héros sculptée par Wäinö Aaltonen.

Les premiers plans sont conçus par Wäinö Gustaf Palmqvist.
Cependant, le conseiller commercial Hanna Parviainen choisit comme architectes Armas Lindgren et Bertel Liljeqvist.
L'édifice est en briques crépies de blanc, la nef est coiffée d'un plafond à caissons.
Le retable est peint par Hanna Rönnberg, les autres décorations sont dues à  Paavo Leinonen et à Antti Salmenlinna. 
L’orgue baroque est de Taito Oy.
Le cimetière militaire conçu par Aulis Blomstedt est inauguré en 1948. 
On y a érigé une statue aux héros sculptée par Wäinö Aaltonen.